# Reževiće
Reževiće (Servisch cyrillisch Режевиће) is een plaats in de Servische gemeente Tutin. De plaats telt 104 inwoners (2002).